# Цазий, Ульрих
Ульрих Цезе, или Цазий (Ulrich Zäsy, или Zase, латинизированный вариант Huldrichus Zasius; 1461—1535) — немецкий и швейцарский юрист.
Цезе родился в 1461 в Констанце. Начав научную деятельность в 1481, взял себе латинизированное имя Цазиус. Был нотариусом и синдиком в Фрайбурге, затем профессором правоведения в Фрайбургском университете. Обладая замечательной эрудицией, Цазий занял место в ряду лучших знатоков права; изо всей Германии к нему обращались с вопросами, как к оракулу. Благодаря выдающемуся красноречию он умел оживить самые сухие вопросы: его лекции всегда привлекали множество слушателей. Шеститомное собрание сочинений Цазия вышло в свет в Лионе в 1550 году.
Цазий был в близких отношениях с Эразмом Роттердамским, Виллибальдом Пиркгеймером и другими выдающимися современниками. Считается, что Арчимбольдо изобразил его в 1566 г. на картине «Юрист».

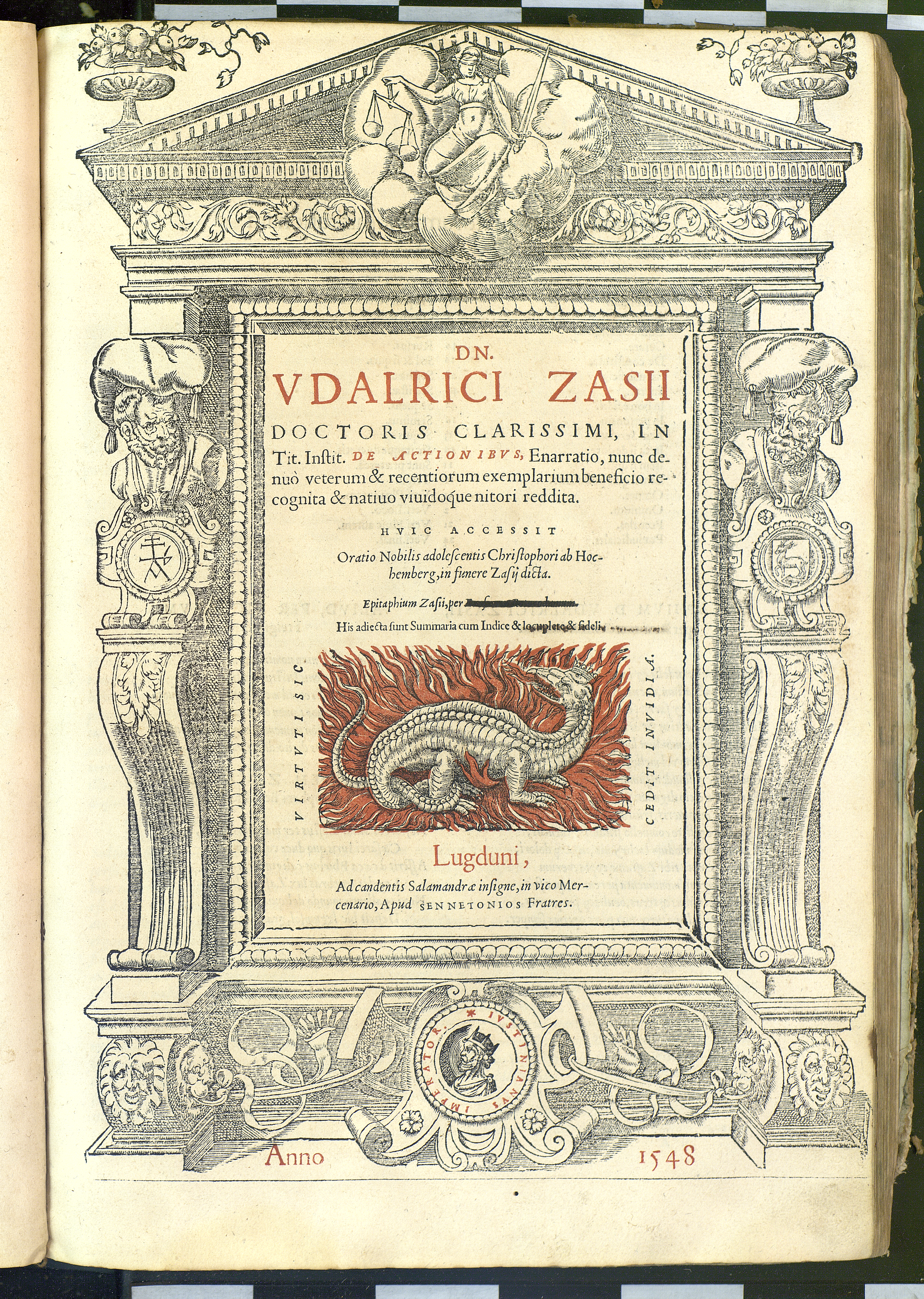
Enarratio in titulum Institutionum de actionibus, 1548